# Sinaida Nikolajewna Semjonowa
Sinaida Semjonowa (russisch Зинаида Николаевна Семёнова, engl. Transkription Zinaida Semenova/Semyonova; * 19. März 1962) ist eine russische Marathonläuferin.

## Leben
1993 wurde sie Dritte bei der russischen Meisterschaft und siegte beim Echternach-Marathon. 1994 und 1996 siegte sie beim Valencia-Marathon. Einem Sieg beim Reims-Marathon 1997 folgte im Jahr darauf ein zweiter Platz beim Cleveland-Marathon und ein Sieg beim Twin Cities Marathon und 1999 ein dritter Platz in Cleveland. 
2000 wurde sie Zweite beim Houston-Marathon und blieb als Elfte beim London-Marathon erstmals unter 2:30 Stunden. Beim Rock ’n’ Roll Marathon wurde sie Fünfte, beim Twin Cities Marathon gewann sie erneut, und bei den Halbmarathon-Weltmeisterschaften in Veracruz kam sie auf den 22. Platz und gewann mit dem russischen Team Bronze.
2001 wurde sie Vierte beim Country Music Marathon, Zweite beim Grandma’s Marathon und stellte beim Twin Cities Marathon mit 2:26:51 h den aktuellen Streckenrekord auf. In der darauffolgenden Saison wurde sie Achte in London, siegte beim Grandma’s Marathon und wurde Zehnte beim New-York-City-Marathon. Einem 13. Platz in London und einem vierten beim Twin Cities Marathon 2003 folgten 2005 Siege beim Edinburgh-Marathon und beim Dublin-Marathon.
2006 wurde sie Achte beim Hamburg-Marathon, 2008 Sechste beim Twin Cities Marathon.

## Persönliche Bestzeiten
- Halbmarathon: 1:11:34 h, 26. April 1998, Nischni Nowgorod
- Marathon: 2:26:51 h, 7. Oktober 2001, Saint Paul